# Jaime Garzón
 (janvier 2010).
Si vous disposez d'ouvrages ou d'articles de référence ou si vous connaissez des sites web de qualité traitant du thème abordé ici, merci de compléter l'article en donnant les références utiles à sa vérifiabilité et en les liant à la section « Notes et références ».
 (août 2021).
Le contenu est difficilement compréhensible vu les erreurs de traduction, qui sont peut-être dues à l'utilisation d'un logiciel de traduction automatique.
 (août 2021).
Pour les articles homonymes, voir Garzon.
Jaime Eduardo Garzón Forero (né le 24 octobre 1960 à Bogota, Colombie, mort assassiné le 13 août 1999 à Bogotá) est un avocat, journaliste et humoriste colombien. En plus de son travail à la télévision il a joué un rôle comme négociateur de paix. Il a également occupé diverses responsabilités publiques. Il est mort assassiné en 1999 sous les ordres de Carlos Castaño, chef paramilitaire d’extrême-droite des AUC (Autodéfenses Unies de Colombie) avec la complicité active du DAS (Département Administratif de Sécurité colombien). Son assassinat a secoué le pays, en particulier les jeunes colombiens, qui aspiraient à créer un pays en paix. (voir Conflit armé colombien)

## Biographie
Jaime Garzón fait des études de droit et de sciences politiques à l'Université nationale de la Colombie. À l’âge de 20 ans, lors de son passage du collège à l'université, il milite brièvement dans un réseau de collaborateurs urbains de l'ELN, à côté du journaliste Hernando Corral entre autres. Il quitte l’organisation, en 1986, il devient adjoint au maire de la commune  d'Usme, à Bogotá. Mais un an après, il est destitué par le maire de Bogotá de l’époque, Andrés Pastrana Arango, en raison de ses différences d'opinion avec lui et de ses imitations de personnages célèbres.
Entre 1990 et 1994, il travaille à la Casa de Nariño durant la présidence de César Gaviria.

### Travail à la télévision
Il travaille dans quelques parodies de la télévision, il devient célèbre grâce à l’émission « Zoociedad » (1991-1992), où on se moque de la société matérialiste et de la politique. Tout de suite après, il travaille comme humoriste avec l'acteur colombien Diego León Hoyos (dans le rôle de Maria Leona Santodomingo) et dans l’émission Quac! Le noticero (1995-1997); à cette époque-là, il crée la majorité de ses personnages comiques, qui avec le temps ont gagné l'estime du public mais pas des hommes politiques, qui les ont d’abord considérés avec indifférence puis avec mépris.
Il travaille aussi dans l’émission La Lechuza (du Canal Caracol) et dans CM& avec son dernier personnage célèbre, Heriberto de la Calle, un cireur de chaussures qui fait des entrevues de personnages célèbres; ce personnage reste près de deux ans à l’écran.
Sur le terrain de la politique, il intervient dans les rapprochements de paix de 1999 en étant médiateur entre le gouvernement et les FARC durant les libérations de prisonniers séquestrés réalisées par le groupe subversif. Il meurt la même année assassiné (probablement par les Autodefensas Unidas de Colombia) alors qu’il se dirigeait vers les studios de Radionet pour y  enregistrer son programme du matin.

### Assassinat
Le 13 août 1999, le journaliste est assassiné, vraisemblablement par les AUC, organisation paramilitaire d’extrême-droite, après avoir été déclaré cible militaire par cette organisation. Carlos Castaño, leader des AUC, a été condamné à 38 ans de prison par contumace pour l’assassinat du journaliste.
Neuf ans après son meurtre, les principaux journaux en Colombie ont publié des articles critiquant le déroulement de l’enquête sur sa mort, car il n’y a aujourd’hui aucun détenu et l'unique accusé et condamné est Carlos Castaño, qui est semble-t-il déjà  mort, (sa mort n'a pas été confirmée).
Le 9 mai 2008, le paramilitaire démobilisé des Autodefensas Unidas de Colombia (AUC), connu sous le surnom de "Don Berna" a commenté dans une première déclaration que Garzón avait été assassiné par les membres de la bande criminelle "La Terraza" qui était sous le contrôle du paramilitaire Carlos Castaño.
Une enquête du programme "Contravía" de Holman Morris révèle des indices de la participation d'agents du  "Departemento Administrativo de seguridad DAS" (agence d'intelligence de l'état) dans la déviation de l’enquête en usant de faux témoins. De plus, Freddy Rendón Herrera, paramilitaire sous le surnom de "El Alemán", a souvent évoqué une implication des forces militaires comme instigateurs de l’assassinat de Garzón.
Le 5 février 2021, le tribunal a confirmé la peine de 26 ans de prison contre l'ancien directeur adjoint du DAS , José Miguel Narváez , pour le meurtre de Jaime Garzón après plus de 21 ans de crime.